# Portal Tomb Mount Venus

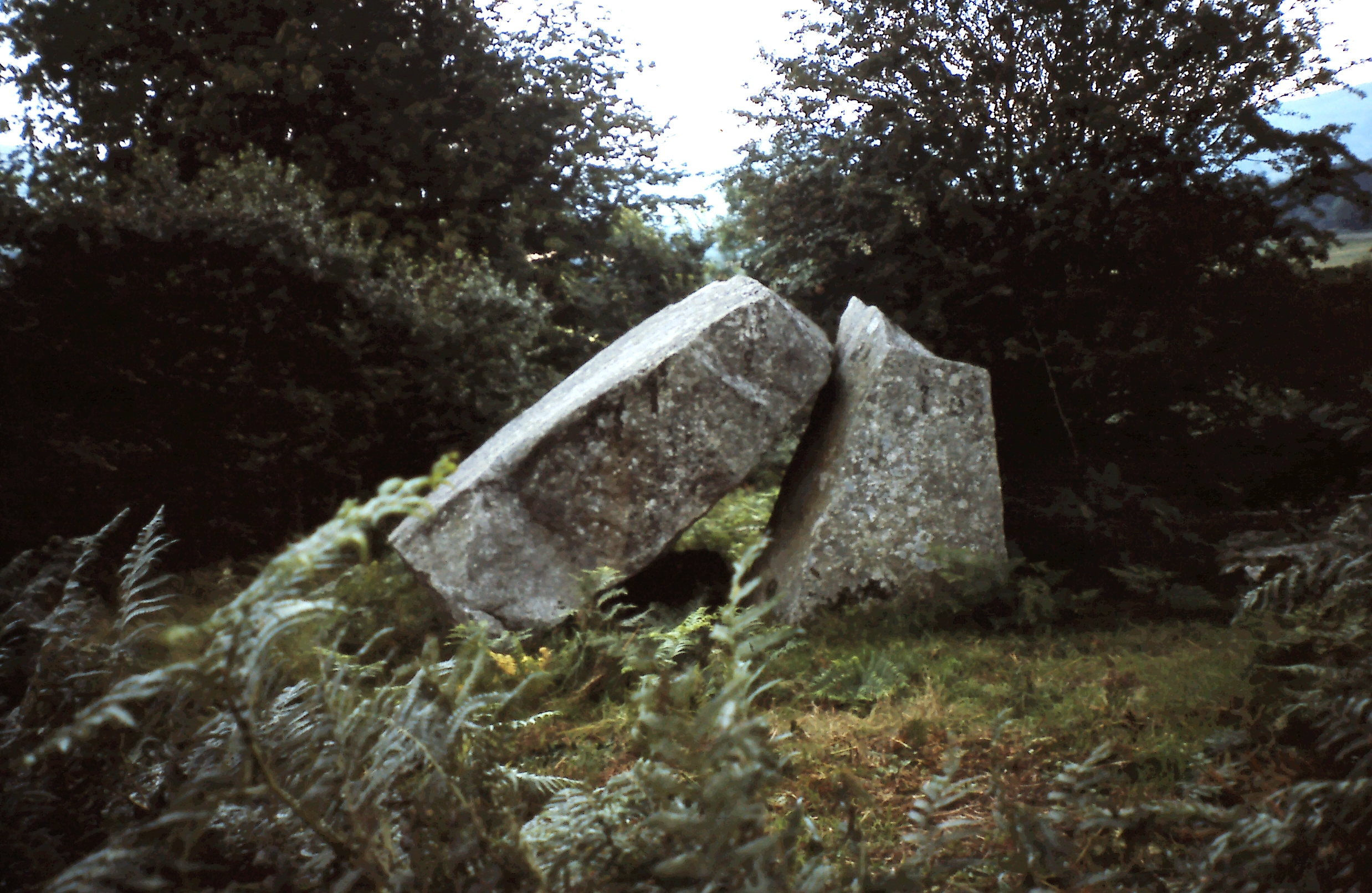
Portal Tomb Mount Venus

Das Portal Tomb Mount Venus (auch Woodtown Dolmen genannt) liegt unweit des südwestlichen „Western Parkway“ genannten Abschnitts des Motorway 50 und nahe der „Mount Venus Road“ bei Tallaght in South Dublin in Irland in unübersichtlichem Gelände an der Ostflanke des Mount Venus Hills. Es liegt 200 m östlich des Owerdoher (Fluss), der bei Rathfarnham in den River Dodder mündet; mit den Bergen „Sliabh na Craobhai“ im Süden, „Sliabh Thigh Brodain“ im Südosten und „Sliabh Chill Mochiog“ im Osten. Als Portal Tombs werden Megalithanlagen in Irland und Großbritannien bezeichnet, bei denen zwei gleich hohe, aufrecht stehende Steine mit einem Türstein dazwischen, die Vorderseite einer Kammer bilden, die mit einem zum Teil gewaltigen Deckstein bedeckt ist.
Obwohl teilweise zusammengebrochen und von Adlerfarn und Gestrüpp überwachsen, war das Portal Tomb einst eine besonders große Megalithanlage. Sie war am Zugang, dort wo jetzt nur noch der abgebrochene Teil des einst etwa 4,5 m hohen Portalstein steht, gegen den sich der massive Deckstein von etwa 6,0 m Länge, 3,0 m Breite und 1,9 m Dicke stützt, etwa 6,4 m hoch. Das andere Ende des Decksteins liegt heute auf dem Boden. Der zweite, fast 4,5 m lange Portalstein, liegt daneben.
William Borlase (1695–1772) glaubte noch, dass es sich hier um eine Variante des Portal Tombs handelt, das er wegen des Kontaktes des Decksteins mit dem Boden am hinteren Ende als „earth-fast dolmen“ bezeichnete (ein weiteres Beispiel wäre Aideen’s Grave auf Howth im selben County). Jedoch wird die Begriffsfindung von der modernen Archäologie nicht anerkannt. Es ist zwar möglich, dass der Deckstein an der rückwärtigen Seite nie angehoben wurde, aber wie andere Denkmäler zeigen, lagen solche Leistungen durchaus innerhalb der Fähigkeiten der neolithischen Baumeister. Wahrscheinlich wurde die Anlage einiger Steine beraubt.